# Cabezón de Oro
El Cabezón de Oro también conocido como Alto del Cabezón de Oro (en valenciano, Cabeçó d'Or o Alt del Cabeçó d'Or) es una montaña de 1209 m de altitud, que da nombre al macizo sierra del Cabezón de Oro. La cima es un enclave perteneciente al término municipal de la ciudad de Alicante, mientras que el resto de montaña y sierra pertenecen al municipio de Busot.
Su vértice geodésico, construido en 1988 por el Instituto Geográfico Nacional, ha llevado al Ayuntamiento de Busot ha hacerse cargo de su mantenimiento siendo jurisdicción de Alicante.
Una zona de terreno con vértice en la cumbre, y que se extiende por la ladera de la montaña en dirección este, forma el enclave del municipio de Alicante denominado oficialmente Cabeçó d'Or. Según la organización del Ayuntamiento de Alicante, la entidad singular Monnegre-Cabeçó d'Or es una de las 12 partidas rurales de la ciudad. Según el PGOU de Alicante, aprobado en el año 1987 y todavía vigente, clasifica como suelo no urbanizable de especial protección 2 435 097 m² de superficie en esta zona.